# 秦黌
秦黌（1720年—？），字序堂，号西岩，江都人，清朝政治人物。

## 生平
康熙五十九年（1720年）生。少具夙慧，八歲讀完五經。乾隆十七年（1752年）中進士，改庶吉士，乾隆二十二年，授翰林院編修。乾隆二十四年，任廣東鄉試正考官，乾隆二十五年，任山東鄉試正考官，乾隆二十七年，任順天府鄉試的同考官。乾隆二十八年（1763年），改任四川道監察御史。乾隆三十年（1765年），再任山東鄉試正考官。乾隆三十二年（1767年），擢升为湖南岳常澧道，治二府、十四州县。因所屬部下解犯逃脫之事，被彈劾，解任交部察議。乾隆三十六年（1771年），以母老请养归。修建藏书楼一处，取名“石研斋”。晚年居旧城堂子巷，帝南巡，特予召见。卒於家。有《石研齋集》12卷、《石研齋主年譜》、《敦仁堂遺文》、《易、詩、書三經傳說鉤提》、《周禮纂注》、《史鑑雜錄》、《古今體詩》4卷、《詩餘》一卷等。有子秦恩復。